# Iolanta (film din 1963)
Iolanta  (titlul original: în rusă Иоланта, transliterat: Iolanta) este un film de operă sovietic, realizat în 1963 de regizorul Vladimir Gorikker, versiune ecranizată a operei omonime a compozitorului Piotr Ilici Ceaikovski, al cărei libret a fost scris de Modest Ceaikovski, bazat pe drama poetului și dramaturgului danez Henrik Hertz „Fiica regelui Rene”.
Protagoniștii filmului sunt actorii Natalia Rudnaia, Fiodor Nikitin, Iuri Perov și Aleksandr Beliavski. 

## Rezumat
Provence, cândva în timpul evului mediu. Iolanta, frumoasa fiică a regelui de Provence, Rene, este oarbă din copilărie, dar prin eforturile tatălui ei, ea nu știe despre boala sa. Este logodită cu ducele de Burgundia, Robert. Tatăl speră ca fiica sa să-și recapete vederea înainte de nuntă, cu ajutorul unui doctor maur.
Robert și prietenul său, Gottfried Vodemon, conte de Issoudune, Champagne, Clairvaux și Montargis ajung la castel. Robert este îndrăgostit de contesa de Lorena, Matilda și vrea să-l roage pe regele Rene, să-l elibereze de legământul făcut în legătură cu fiica lui. 
Vodemon o vede pe Iolanta dormind, o admiră și îi cere regelui mâna fiicei sale. Aflând că Robert iubește pe alta, regele acceptă. Iolanta, auzindu-l vorbind pe Vodemon, este plăcut impresionată de vocea lui prietenoasă și aflând de la el că-i plac trandafirii, îl duce în grădină și rupe câteva fire să-i dăruiască străinului cu voce plăcută. Văzând încercările ei stângace, Vodemon își dă seama că fata nu vede.
Eforturile medicului maur nu au fost zadarnice, după tratamentul său și al voinței Iolantei de a-i vedea chipul tânărului cu voce plăcută, vederea fetei a revenit iar ea, la început surprinsă de tot ce vede în jurul ei dar fericită, coboară singură pe scările castelului unde îi intâlnește pe cei dragi recunoscându-i după voce și măngâieri. Împreună cu Vodemon coboară apoi pe poteca care îi duce spre un golf cu apa azurie, deschizându-se în fața ochilor, un peisaj feeric. 

## Distribuție
- Natalia Rudnaia (cântă Galina Oleinicenko) – Iolanta, fiica regelui
- Fiodor Nikitin (cântă Ivan Petrov) – Rene, rege de Provence
- Iuri Perov (cântă Zurab Andjaparidze) – Vodemon
- Aleksandr Beliavski (cântă Pavel Lisițian) – Robert
- Petr Glebov (cântă Vladimir Valaitis) – Ebn-Hakia, medic maur
- Valentina Ușakova (cântă Evghenia Verbițkaia) – Marta
- Valdemar Zandberg, (cântă Valeri Iaroslavțev) – Bertran
- Ianis Filipson (cântă V. Vlasov) – Almerik
- Valentina Șarîkina (cântă Margarita Miglau) – Brighita
- Olga Amalina (cântă Kira Leonova) – Laura
- Arnold Milbrets – bufonul
- Т. Starova – Matilda

## Lansare
A fost lansat în anul 1963 și a avut parte de succes comercial, fiind vizionat de 13,6 milioane de spectatori în cinematografele din Uniunea Sovietică.